# Nykarleby
Nykarleby (finn. Uusikaarlepyy) ist eine Stadt in der finnischen Landschaft Österbotten. Mehr als 90 % der 7434 Einwohner (Stand 31. Dezember 2022) haben Schwedisch als Muttersprache.

## Geschichte
Nykarleby ist eine der 15 Städte, die vom schwedischen König Gustav II. Adolf gegründet wurden. Die Gründungsurkunde stammt vom 7. September 1620. Per Brahe der Jüngere ließ 1641 die erste Schule Österbottens in Nykarleby einrichten, welche später in die Stadt Vaasa verlegt wurde. 
Am 1. Januar 1975 wurden die bis dahin eigenständigen Gemeinden Jeppo, Munsala und Nykarleby Landskommun zur heutigen Stadt Nykarleby zusammengeschlossen.
Bevölkerungsentwicklung
Die Entwicklung der Einwohnerzahl von Nykarleby:
| Jahr | Einwohner |
| 1980 | 7.537     |
| 1985 | 7.768     |
| 1990 | 7.727     |
| 1995 | 7.658     |

| Jahr | Einwohner |
| 2000 | 7.492     |
| 2005 | 7.375     |
| 2010 | 7.458     |
| 2012 | 7.531     |

## Ortslagen
Das Dorf Ytterjeppo (finnisch: Alajepua), bis 1974 ein Teil von Jeppo, gehört seit 1975 zur Stadt. Es liegt acht Kilometer südlich vom Zentrum. Dort endet die finnische Staatsstraße  und mündet in die  /  E 8.

## Städtepartnerschaften
- Sollefteå (Schweden), seit 1952
- Steinkjer (Norwegen), seit 1961
- Hammel  (Dänemark), seit 1961

## Söhne und Töchter
Die Stadt ist der Geburtsort der Schriftsteller Zacharias Topelius (1818–1898) und Mikael Lybeck (1864–1925), des Komponisten Erik Bergman (1911–2006), der Leichtathletin Sandra Eriksson (* 1989) sowie von Erik, Gösta und Leo Ågren.